# جيمس دبليو. فورسيث
جيمس دبليو. فورسيث (بالإنجليزية: James W. Forsyth)‏ هو ضابط أمريكي، ولد في 8 أغسطس 1835 في أوهايو في الولايات المتحدة، وتوفي في 24 أكتوبر 1906 في كولومبوس في الولايات المتحدة.